# Arnaud d'Alaman
Arnaud d'Alaman (Arnaut d'Alaman en langue d’Oc) est un troubadour du XIVe siècle.

## Biographie
C’est un donzel, un page, originaire d’Albi. Il est peut-être, comme Guillaume d’Alaman, un membre de la famille Alaman. Contemporain de Raimon de Cornet (ca 1325-ca 1340), Arnaut d'Alaman est l’auteur avec ce dernier, d’un partimen  dissertant doctement sur la question du Paradis et de l’Enfer, une controverse oiseuse courante dans la poésie du Moyen Âge.

## Œuvre
Voici la transcription du début du partimen entre Arnaud d’Alaman et le moine Raimon de Cornet. C’est Arnaud qui prend l’initiative du dialogue et présente le sujet de la controverse.
Pres m'es talans d'un pec partimen far

A vos, qu'avetz suptil entendemen,

Mossen R., e crey que pessamen

Auretz mot gran quai volretz razonar

Estar la nueg en paradis el dia,

Malgrat de Dieu, s'aishi far se podia,

0 en iffern, qu'a Dieu fos plazers grans.

Chauzetz, qu'ieu say quai chauzira enans.